# (20580) Marilpeters
(20580) Marilpeters (1999 RG151) – planetoida z pasa głównego asteroid okrążająca Słońce w ciągu 3,66 lat w średniej odległości 2,37 j.a. Odkryta 9 września 1999 roku.